# Pachiza (distrito)
Pachiza é um distrito do Peru, departamento de San Martín, localizada na província de Mariscal Cáceres.

## Transporte
O distrito de Pachiza é servido pela seguinte rodovia:
- PE-10B, que liga o distrito de Juanjuí à cidade de Bambamarca (Região de La Libertad) [1][2][3]